# Цепелевская, Анна
Анна Цепелевская (пол. Anna Ciepielewska; 7 января 1936, Острог – 20 мая 2006, Варшава) – польская актриса
 театра, кино и телевидения.

## Биография
В 1956 году окончила Государственную высшую актёрскую школу. Дебютировала на сцене Театра имени Стефана Жеромского в Кельце. Позже играла в театрах Радома, Вроцлава и Катовице.
С 1963 года – артистка варшавских театров:  Атенеум, Классического,
Современного.
Снималась в кино и на телевидении. За свою творческую карьеру исполнила роли в 57 кино- и ТВ-фильмах.
Была женой актёра Станислава Нивиньского. Умерла от рака. Похоронена рядом с мужем на кладбище «Воинские Повозки».

## Награды
- 1966 – Лос-Аламос (МКФ в борьбе за мир) за фильм "Пассажирка".
- 1964 – кинофестиваль в Панаме за фильм "Мать Иоанна от ангелов"

## Избранная фильмография
- 1955 – Часы надежды – Джанина
- 1961 – Мать Иоанна от ангелов – сестра Малгожата
- 1963 – Пассажирка – Марта
- 1969 – Марыся и Наполеон – Марта / горничная